# 反腐敗
反腐败又稱反腐、反贪污、反貪腐，是指包括任何反对或抑制贪污在內的行为。正如贪污有多种形式一样，反腐败工作在范围和策略上也有所不同。有时人們会將预防腐敗和腐敗發生後的反应措施区分開來。因此當反腐敗调查机构開始揭发腐败行为時往往處於被動地位，此時就屬於對腐敗的反应措施；而對关于腐败的负面影响的教育以及公司内部的守规教育則被归类为前者，即预防腐敗。汉谟拉比法典（约公元前1754年）、霍朗赫布大诏书（约公元前1300年）和政事论（公元前2世纪）中就有提到反腐工作。
需要注意宣稱反腐與真正反腐的區別，一些反腐運動被批評為高舉反腐，實則背地裡縱容腐敗，以便發動政治鬥爭來除掉異己，比如習近平自2012年出任中共中央總書記後發起反腐敗運動，導致大量涉及貪腐的幹部落馬，但他同時借反腐敗運動不斷集中個人權力，最終打倒所有潛在政治對手後不斷連任，成為繼毛澤東後任期最長的中共領導人；又如俄羅斯反腐多年仍不見起色，而權力卻日益集中到總統普京手中。因此需要堅持公平的制度化反腐，肅清尋租權利反腐的歷史遺毒，否則國家會陷入越反越腐的窘境。